# Islamización
La islamización (en árabe: أسلمة‎, romanizado: aslamah) hace referencia al proceso de conversión de una sociedad al islam, o un neologismo utilizado para indicar un aumento de la observancia por una sociedad islámica existente. Por su parte, el Diccionario de la lengua española tiene dos acepciones para el verbo «islamizar»: «Difundir la religión, prácticas y costumbres islámicas» y «adoptar la religión, prácticas, usos y costumbres islámicos».

## Edad Media
Durante la expansión del islam, tras su aparición en el siglo VII en la península arábiga, se produjeron sucesivos procesos de islamización en las regiones conquistadas, en Asia, África y Europa.
Según María Jesús Viguera en el caso de Al-Ándalus la conversión al islam de los habitantes de la península ibérica no se produjo en conquista musulmana de la península ibérica, sino progresivamente hasta culminar el proceso en el siglo XI, periodo en el que ya no hay prácticamente cristianos y muy pocos judíos en al-Ándalus a causa de las conversiones y de la emigración a los reinos cristianos del norte. El punto de inflexión se produciría, según esta historiadora, en el siglo X cuando el número de musulmanes superaría por primera vez al de los cristianos. Este mismo punto de vista es el que sostiene Cyrille Aillet que afirma que fue en el siglo X cuando la religión musulmana se convirtió en mayoritaria en al-Ándalus, no solo en las ciudades sino también en los campos.

## Edad Contemporánea
Islamización, en una interpretación contemporánea, es un término que ha servido para describir un aumento de la población musulmana en Europa y, en general, en los países «occidentales». Entre los rasgos señalados de este proceso por sus detractores se encontrarían una progresiva imposición de la ley islámica (la sharía) en estos países, además de aducir una amenaza demográfica por parte de la población musulmana, vinculada tanto a movimientos migratorios como a unas mayores tasas de natalidad, y criticar una corrección política por parte de la sociedad occidental a la hora de abordar este fenómeno. La religión musulmana penetraría gracias al multiculturalismo hegemónico en los países europeos, con el consiguiente abandono de «sus valores occidentales». Esta islamización se ha asociado, también, a la conversión al islam de parte de la población afroamericana en Estados Unidos.
La popularización de esta islamización como una amenaza se ha vinculado a la islamofobia y a la actividad de círculos de extrema derecha en internet, entre cuyas afirmaciones se encontrarían una conspiración por parte de organizaciones como los Hermanos Musulmanes o la Organización para la Cooperación Islámica para promover una hipotética islamización de Occidente. Este fenómeno ha sido denunciado también por autores como la periodista italiana Oriana Fallaci, que llega a criticar a la Iglesia católica por «parecer ser incapaz de defender la Cristiandad». En el plano literario, la islamización se ha visto retratada por escritores como el francés Michel Houellebecq, con su novela Sumisión.
Tanto los estudiosos como la cultura popular habrían revestido las visiones sobre el islam de miedo y hostilidad. La cultura islámica sería vista como rival y de forma derogatoria, estableciéndose un conflicto entre lo musulmán y lo cristiano. La Europa medieval habría comenzado a construir un concepto de un "gran enemigo", como también producto de una hipotética falta de información fidedigna en Europa sobre el «misterioso Oriente».